# 戸川エマ

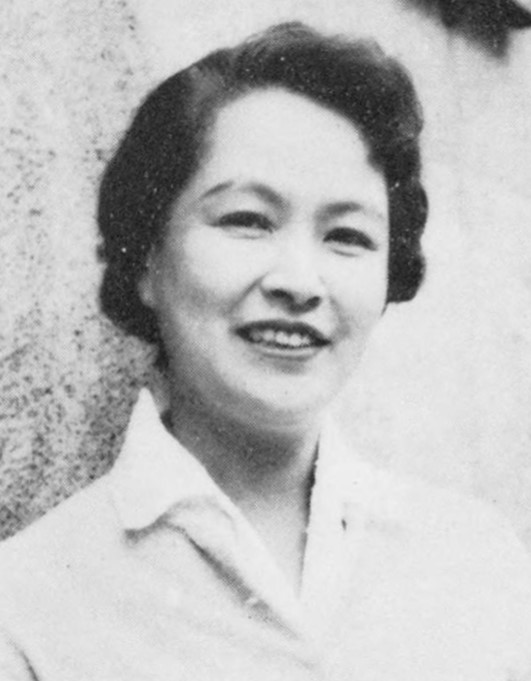
戸川エマ（1961年）

戸川 エマ（とがわ エマ、1911年12月10日 - 1986年6月29日）は、随筆・評論家。
英文学者・戸川秋骨の娘。のち結婚して本姓は高木。東京生まれ。文化学院に学び、1933年より母校で教え、1955年より「読売新聞」の身上相談を28年間担当。映倫管理委員、東京都青少年健全育成審議会会長などを歴任した。

## 著書
- おんなの部屋 学風書院 1954
- 日日のモラル 文陽社 1958
- 愛情の手帖 東都書房 1958
- 若い日を生きる 青春出版社・新書 1959
- 未知の女性への手紙 東都書房 1959
- 生きるたのしさ 中央出版社 1969 (ファミリーブックス)
- 親と子 IDE教育選書 民主教育協会 1970.10
- 暮らしのなかから 中央出版社 1974
- 一期一会抄 講談社 1985.5

## 翻訳
- ケティー物語 クーリッジ 主婦之友社 1951 (少年少女名作家庭文庫)

## 出演
- 第9回NHK紅白歌合戦（1958年、NHK） - 審査員
- 松本清張シリーズ・黒い断層 第41回「青春の彷徨」（1961年、TBS） - 高垣夫人 役